# دينيس باركلي
دينيس باركلي (بالإنجليزية: Dennis Burkley)‏ مواليد 8 سبتمبر 1945 في لوس أنجلوس - الوفاة 14 يوليو 2013 في لوس أنجلوس، كان ممثل أمريكي بدأ مسيرته الفنية عام 1973.

## الأعمال
- حيا أو ميتا
- لا مفر
- كون إير
- كوينسي إم إي
- ذا دوكس اوف هازرد
- إي آر
- أمير بيل إير الحيوي
- اسمي إيرل

## وصلات خارجية
- دينيس باركلي على موقع IMDb (الإنجليزية)
- دينيس باركلي على موقع ألو سيني (الفرنسية)
- دينيس باركلي على موقع أول موفي (الإنجليزية)
- دينيس باركلي على موقع قاعدة بيانات الأفلام السويدية (السويدية)
- دينيس باركلي على موقع قاعدة بيانات الفيلم (الإنجليزية)
- دينيس باركلي على موقع كينوبويسك (الروسية)